# 롤스로이스 팬텀 VIII
롤스로이스 팬텀 VIII는 롤스로이스 자동차에서 만들고 있는 고급 살룬이다. 롤스로이스 팬텀 시리즈의 8번째 모델이자 현재 생산되고 있는 모델이며, BMW에 인수된 이후로 2번째로 생산되는 모델이다.
역대 팬텀 최초로 가솔린 트윈터보가 장착되며, 760Li 및 고스트에 장착되는 N74 계열 중 실린더를 키운 N74B68 V12 6.75리터 휘발유 트윈터보 엔진과 ZF의 8단 자동변속기가 장착된다.

## 출시
2017년 7월 27일에 스트리밍으로 공개되었으며, 이틀 뒤에 롤스로이스가 개최한 런던 메이페어에 있는 보넘 경매소에서 열린 "The Great Eight Phantoms"라고 이름 붙인 이벤트에서 공개되었다.
2021년에는 일본인 구매자가 롤스로이스하고 에르메스랑 협업한 에르메스 버전 팬텀을 공개하였다.